# Ethan Evans
Ethan Gray Evans (Mount Airy, 19 luglio 2001) è un giocatore di football americano statunitense che milita nel ruolo di punter per i Los Angeles Rams della National Football League (NFL).

## Carriera

### Los Angeles Rams
Al college Evans giocò a football alla Wingate University. Fu scelto nel corso del settimo giro (223º assoluto) del Draft NFL 2023 dai Los Angeles Rams. Divenne così il giocatore della Division II scelto più in alto della storia e il secondo di sempre scelto da Wingate. Nell'undicesimo turno fu premiato come miglior giocatore degli special team della NFC della settimana per la sua prestazione contro i Seattle Seahawks in cui calciò 5 punt a una media di 52 yard l'uno. La sua prima stagione si chiuse con una media di 49,2 yard per punt disputando tutte le 17 partite.

## Palmarès
- Giocatore degli special team della NFC della settimana: 1

11ª del 2023